# Jedlovec západní
Jedlovec západní (Tsuga heterophylla) je druh jedlovce ze západního pobřeží severoamerického kontinentu, se severní hranicí výskytu na Kenajském poloostrově na Aljašce a jižní hranicí vyskytu na severu Kalifornie. Nejvíce je rozšířený v lesích západně od Pacifických pobřežních pohoří. Společně s mnohými dalšími jehličnany je v oblasti výskytu také důležitým stromem pro dřevozpracující průmysl. Je státním stromem státu Washington.

## Popis
Jedlovec západní je velký neopadavý jehličnatý strom, který je většinou 50–70 metrů vysoký, ale může dosáhnout výšky až 82 metrů s průměrem kmenu až 2,7 metru. Jedná se tedy o největší druh z rodu jedlovců; druhý největší jedlovec Mertensův dosahuje necelých 60 metrů. Borka je hnědá, tenká a vrásčitá. Koruna má uspořádaný široký kuželovitý tvar u mladých stromů, se zvyšujícím se věkem se stává válcovitou. Staré stromy mohou být bez větví v nejnižších třiceti až čtyřiceti metrech. V jakémkoli věku se dá poznat podle převislého cípu větévek. Výhonky jsou světle žlutohnědé s bledým, jeden milimetr dlouhým ochmýřením.
Listy jsou jehlicovité, 5–23 milimetrů dlouhé a kolem dvou milimetrů široké, na průřezu jsou velmi ploché se zubatým okrajem a prudkou špičkou. Na horní straně jsou tmavě zelené, na dolní straně mají dva význačné bílé pruhy průduchů, které jsou odděleny tenkou zelenou žilkou. Šišky jsou malé, zavěšené, lehce válcovité, 14–30 milimetrů dlouhé a 7–8 milimetrů široké, když jsou zavřené, a 18–25 milimetrů široké, když jsou otevřené. Mají patnáct až dvacet pět 7–13 milimetrů dlouhých, tenkých a ohebných šupin. Nezralé šišky jsou zelené a dozrávají pět až sedm měsíců po opylení. Semena jsou hnědá, dva až tři milimetry dlouhá, s křehkým, sedm až devět milimetrů dlouhým bledě hnědým křidélkem.

## Ekologie
Jedlovec západní je úzce spojen s deštnými pralesy mírného pásma, jejichž většina rozsahu se nachází do sta kilometrů od pobřeží Pacifiku. Nicméně existuje i vnitrozemská populace, a to ve Skalnatých horách v jihozápadní Britské Kolumbii, severním Idahu a západní Montaně. Většinou se vyskytuje v nadmořských výškách do 600 metrů, vnitrozemská populace však dosahuje až 1800 metrů nad mořem.

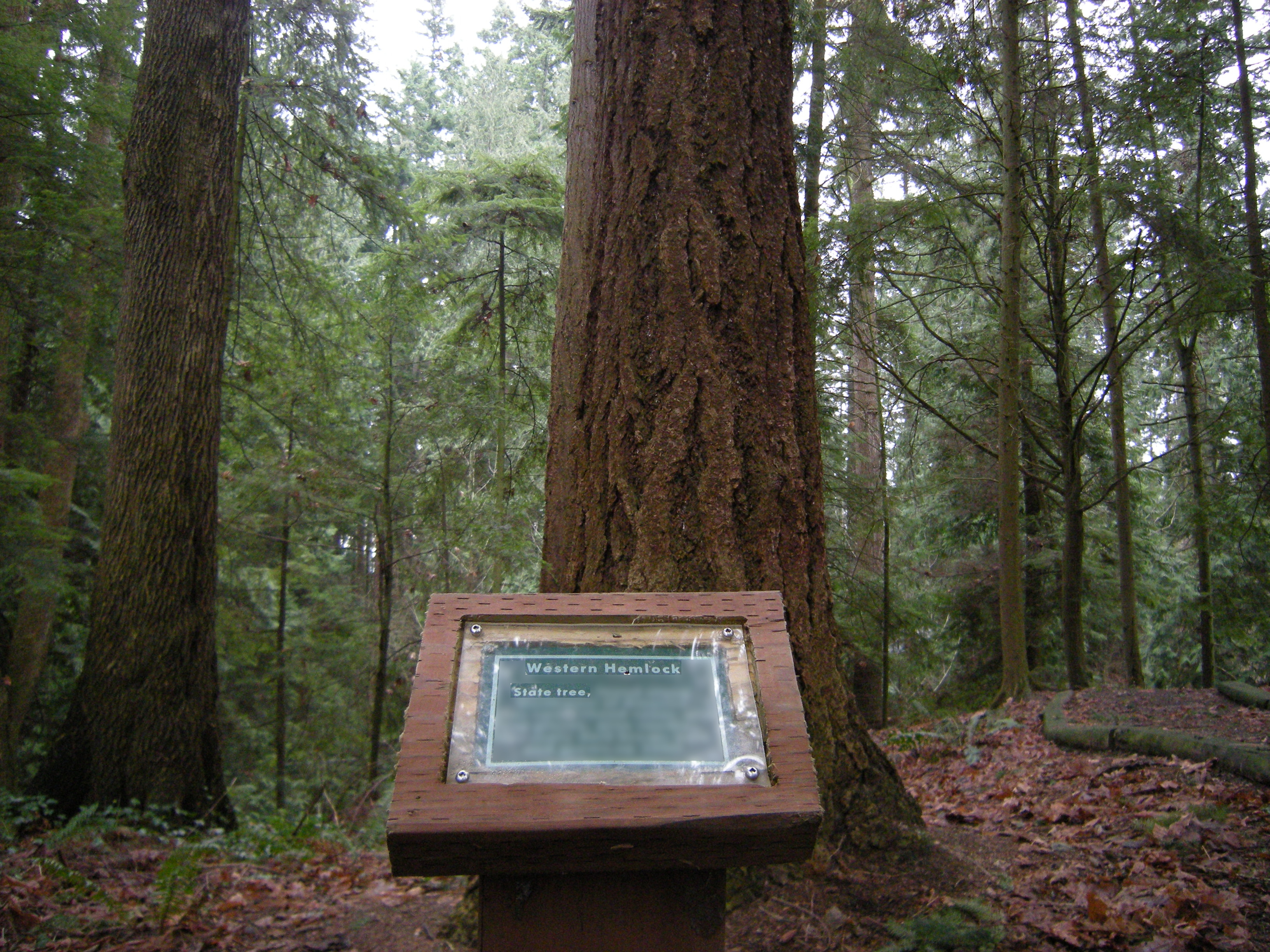
Deska v lesním parku ve washingtonském Everettu dokazující, že se jedná o státní strom Washingtonu.

### Stínová tolerance
Jedlovec západní je druh, který hodně toleruje stín; mezi stromy severozápadu USA se mu mohou vyrovnat pouze tis západoamerický a jedle líbezná. Mladé stromy většinou rostou pod korunovými klenbami jiných jehličnanů, například smrku sitka a douglasky, kde čekají dlouhá léta, než mohou využít mezery mezi klenbami. Poté mohou tyto jehličnany zastínit a případně i vytlačit. Bouře a požáry mohou však ostatním stromům dodat dostatek místa k regeneraci.

### Růst
Prvotní růst je pomalý, po jednom roce dospěje semenáček do výšky tří až pěti centimetrů a v dalším roce vyroste na deset až dvacet centimetrů. Po zavedení se mladé stromy pod úplným slunečním zářením každý rok zvětší o 50–120 centimetrů (vzácně až 140), než dospějí výšky dvaceti až třiceti metrů. Do výšky čtyřiceti až padesáti metrů pokračují ve svém růstu rychlostí 30–40 cm ročně. Nejvyšší exemplář, který dorostl do 82 metrů, je k nalezení ve státním parku Redwood National and State Parks v Kalifornii, kde jsou k vidění prastaré, až 1 200 let staré stromy. Díky kořenovým asociacím s dřevorozkladnými houbami jsou semenáčky schopny kolonizovat stanoviště na mrtvém dřevě starých padlých stromů.

## Použití

### Kultivace
Strom je pěstován jako okrasná rostlina v zahradách ve svém přirozeném prostředí a při pobřeží Tichého oceánu, kde je nejspolehlivější ve vlhčích oblastech. V sušších oblastech, jako je například Victoria v Britské Kolumbii, má náročné půdní podmínky. Ve vlhkých a kyselých půdách potřebuje organické hnojivo.

### Lesnictví
Mimo svou oblast přirozeného výskytu má význam v lesnictví a papírnictví a jako okrasná rostlina ve velkých zahradách severozápadní Evropy a jižního Nového Zélandu.
Ve Velké Británii a na Novém Zélandu zdomácněl, není ale považován za invazivní druh.

### Další využití
Jedlé kambium může být sbíráno zpracováním kůry stromu. Výsledný produkt může být požíván ihned, nebo může být usušen a uchováván. Jemné nové jehličky mohou být žvýkány nebo použity do hořkého čaje, který má potom větší obsah vitamínu C.
Kůra má také své využití ve vydělávání kůže.
Větve jedlovce západního jsou užívány k zachycení a kulinářské přípravě sledích jiker v době jarního tření na jihovýchodní Aljašce. Kromě snadného zachycení přispívají k daleko výraznější chuti. Tato technika byla převzata z tradičních sběračských technik původních obyvatel Aljašky, zejména kmene Tlingitů.

## Galerie

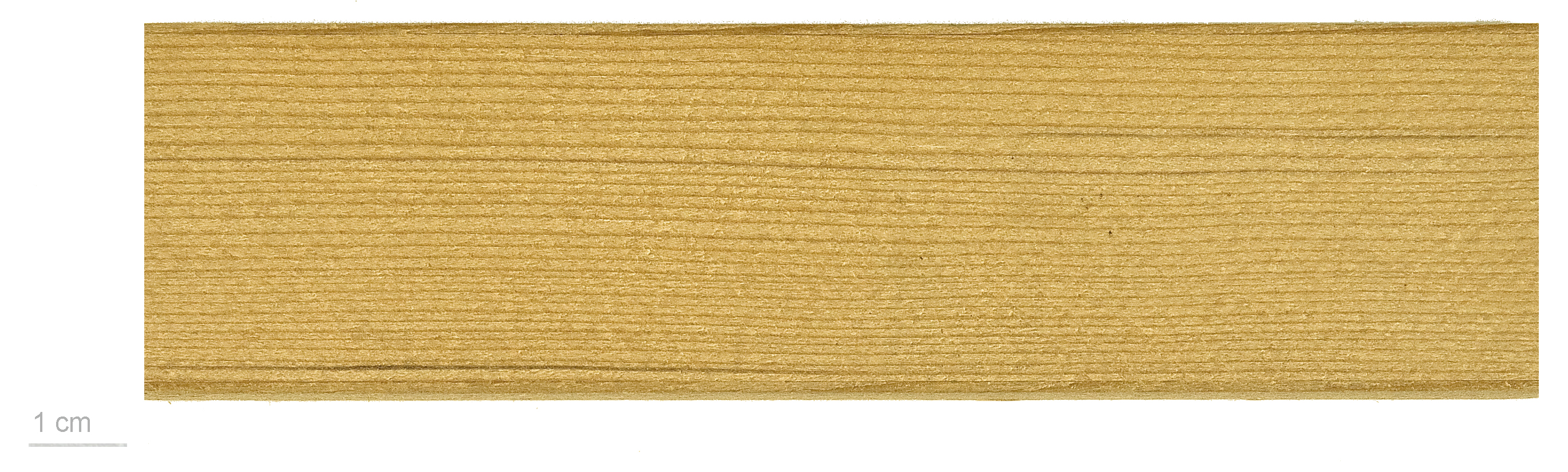
Dřevo jedlovce západního
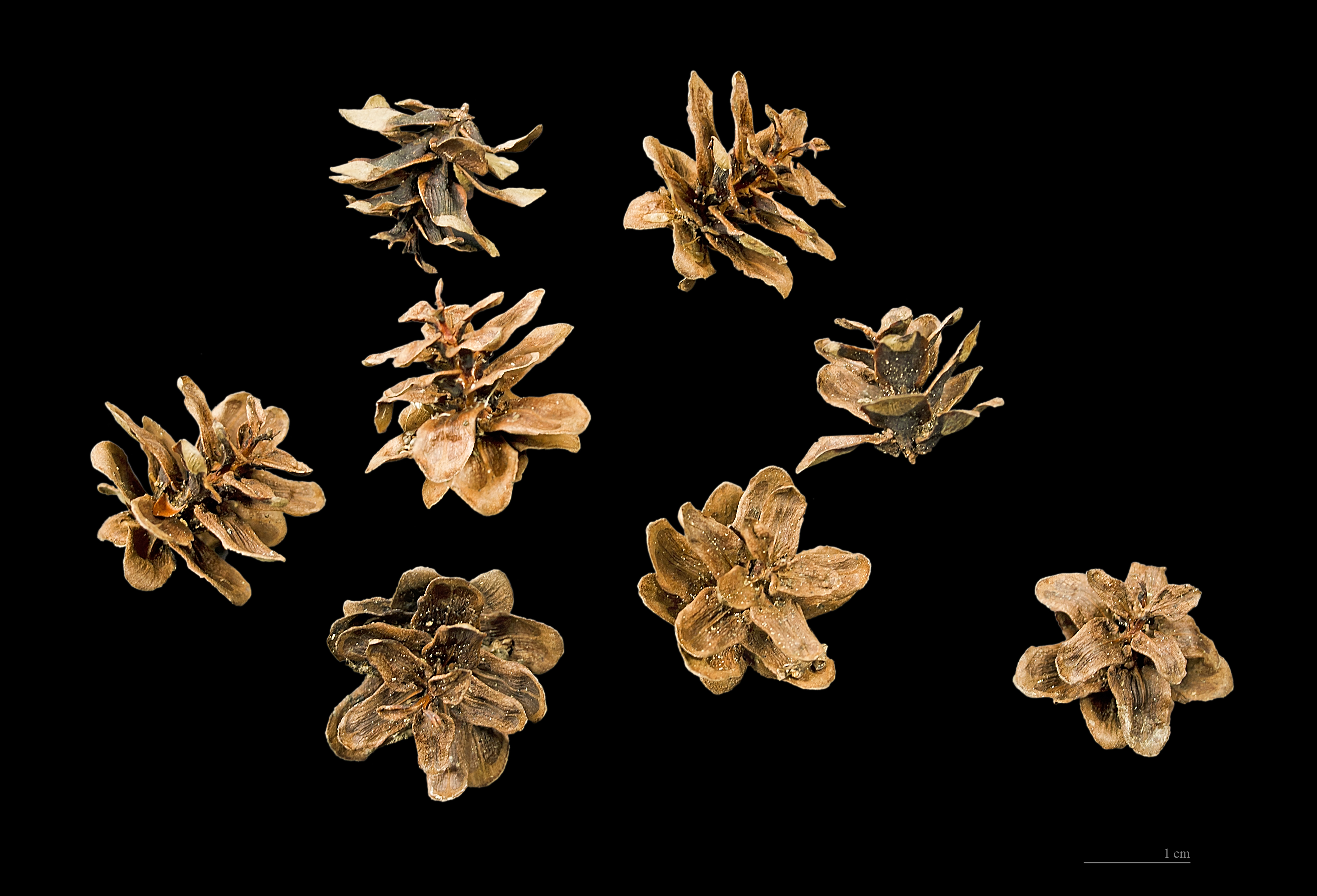
Suché šišky
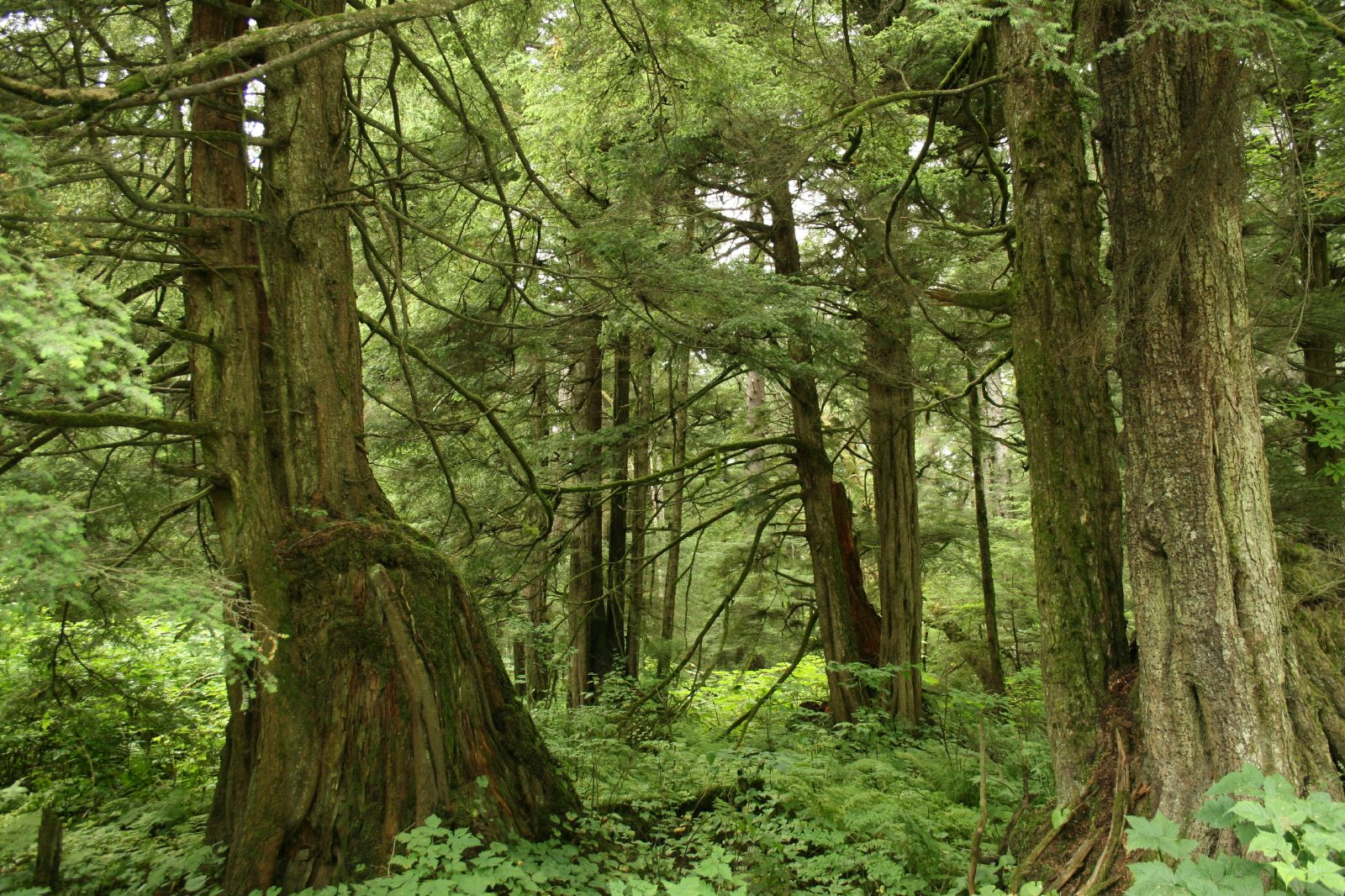
Jedlovce západní v lesích často vyrůstají na mrtvém dřevě starších stromů